# Cut Above the Rest
Cut Above the Rest es el séptimo álbum de estudio de Sweet, publicado originalmente por Polydor Records en octubre de 1979.
Fue su primer álbum tras la marcha de su vocalista original Brian Connolly. Connolly había comenzado la grabación de este disco junto con el resto de la banda en los Townhouse Studios en Shepherd's Bush, Londres a principios de 1979, pero sus diferencias personales con el resto de sus compañeros ya eran intolerables. Por ese motivo, fue despedido cuando las grabaciones tenían algunas semanas de iniciadas y sus registros vocales fueron posteriormente eliminados y sustituidos por las voces de bajista Steve Priest y el guitarrista Andy Scott. Las tomas originales de "Play All Night" y "Stay With Me" (esta última titulada inicialmente “Log One (That Girl)” con otra letra) con la voz de Connolly fueron las únicas que se recuperaron y se incluyeron en el CD de rarezas inéditas Platinum Rare (1995).
Aunque nunca trascendió, el nombre final del álbum (Corte sobre el Resto en español), parece ser una referencia obvia a la reedición del material, ilustrado en la portada original con un dibujo de una cinta de grabación.
Cut Above The Rest fue publicado con dos portadas diferentes: una para los mercados de Estados Unidos / Reino Unido / Japón y otro (ilustrado con una talla de madera de las caras de los tres miembros) para Europa.

## Recepción
Conceptualmente, el álbum es diverso y carece de una dirección musical precisa. En su revisión retrospectiva, Allmusic describió a Cut Above the Rest como "una extraña combinación del pop-hard rock que domina en los sencillos clásicos de Sweet, con vuelos progresivos de la fantasía en un 10cc/Electric Light Orchestra, además de un guion de piezas de salón junto con baladas de rock suave para cubrir todas las bases de pop / rock ". Ellos encontraron que algunas de las incursiones en esta mezcolanza de estilos eran desastrosas, pero que los recortes más fuertes eran distintivos y un atractivo suficiente para hacer el álbum memorable en su conjunto, aunque sea "demasiado errático" para los oyentes casuales.
A pesar de su discreta recepción y escasas ventas, Cut Above the Rest significó el último ingreso de Sweet en listas de éxitos a nivel internacional: N° 87 en Australia, N° 43 en Alemania y N° 151 en Estados Undios.

## Lista de canciones
Todas las canciones compuestas por Steve Priest, Andy Scott y Mick Tucker excepto donde se indica.
1. "Call Me" (Scott) - 3:42
2. "Play All Night" - 3:15
3. "Big Apple Waltz" (Priest, Scott) - 4:03
4. "Dorian Gray" - 4:44
5. "Discophony (Dis-Kof-O-Ne)" (Priest, Scott, Tucker, Gary Moberley) - 5:25
6. "Eye Games" (Scott, Louis Austin) - 1:58
7. "Mother Earth" (Priest, Scott) - 6:31
8. "Hold Me" (Scott) - 6:06
9. "Stay With Me" - 5:06

### Temas extra en lanzamiento de 2010
1. "Call Me" (7" versión) - 2:54
2. "Why Don't You" - 3:25
3. "Mother Earth" (7" versión) - 3:59

## Lanzamientos
- CD	Cut Above The Rest Repertoire	 1992
- CD	Cut Above The Rest Repertoire	 1999
- CD	Cut Above The Rest Repertoire	 2003
- CD	Cut Above The Rest 7T's / Glam	 2010

## Personal
- Steve Priest - bajo, armónica, vocalista principal, coros
- Andy Scott - guitarra, sintetizador, vocalista principal, coros
- Mick Tucker - batería, percusión, vocalista principal, coros

Personal adicional
- Louis Austin - técnico
- Norman Goodman - diseño gráfico
- Eddie Hardin - solista
- Gary Moberley - compositor, piano
- Geoff Westley - arreglista, piano